# Kommunalwahlen in Schleswig-Holstein 2023
Die Kommunalwahlen in Schleswig-Holstein 2023 für die Gemeinde- und Kreisvertretungen fanden am 14. Mai 2023 statt. Wahlvorschläge mussten spätestens bis zum 20. März 2023, 18.00 Uhr (das war der 55. Tag vor der Wahl) eingereicht werden.

## Ausgangslage
Die vorangegangene Kommunalwahl 2018 galt für eine Wahlzeit der damals neu gewählten Vertretungen vom 1. Juni 2018 bis 31. Mai 2023. Die Wahlzeit der im Mai 2023 neu gewählten Vertretungen begann am 1. Juni 2023 und endet am 31. Mai 2028.

## Ergebnisse
Das landesweite Wahlergebnis berücksichtigt nur die Kreiswahlen in den Kreisen und die Gemeindewahlen in den kreisfreien Städten, aber nicht die Gemeindewahlen in den sonstigen Gemeinden. Zu den „Wählergruppen“ zählen die Ergebnisse von 13 Gruppierungen.
| Partei | Prozent | Sitze |
| Wahlbeteiligung                                                                                            | 49,3    |       |
| --- | ------- | ----- |
| Christlich Demokratische Union Deutschlands (CDU)                                                          | 33,8    | 302   |
| Sozialdemokratische Partei Deutschlands (SPD)                                                              | 19,4    | 172   |
| Bündnis 90/Die Grünen (GRÜNE)                                                                              | 17,7    | 154   |
| Alternative für Deutschland (AfD)                                                                          | 8,1     | 71    |
| Freie Demokratische Partei (FDP)                                                                           | 6,8     | 60    |
| Südschleswigscher Wählerverband (SSW)                                                                      | 4,4     | 41    |
| Wählergruppen (WG)                                                                                         | 3,8     | 44    |
| Die Linke (DIE LINKE)                                                                                      | 2,1     | 17    |
| Freie Wähler Landesvereinigung (FREIE WÄHLER)                                                              | 2,1     | 18    |
| Basisdemokratische Partei Deutschland (dieBASIS)                                                           | 0,9     | 9     |
| Partei für Arbeit, Rechtsstaat, Tierschutz, Elitenförderung und basisdemokratische Initiative (Die PARTEI) | 0,6     | 4     |
| Volt Deutschland (Volt)                                                                                    | 0,2     | 2     |
| Zukunft.Schleswig-Holstein (Zukunft.)                                                                      | 0,1     | 1     |
| Sonstige und Einzelbewerber                                                                                | 0,1     | –     |

## Wahlrecht
Wahlberechtigt waren alle Bürger von EU-Staaten, die am Wahltag das 16. Lebensjahr vollendet haben und seit mindestens drei Monaten in Schleswig-Holstein wohnen.
Zu den aktuellen Rechtsgrundlagen zählen unter anderem:
- das Gemeinde- und Kreiswahlgesetz (GKWG)[4]
- die Gemeinde- und Kreiswahlordnung (GKWO)[5]